# Leerdammer
Leerdammer − gatunek pół-twardego sera, produkowany z mleka krowiego. Okres leżakowania wynosi zazwyczaj od 3 - 12 miesięcy, posiada kremowo-białą teksturę i z wyglądu podobny jest nieco do Emmentalera. Ma nieco słodkawo - orzechowy posmak, który staje się bardziej widoczny z wiekiem.
Ser wytwarzany jest we francuskim koncernie serowym - Groupe Bel. Nazwa "Leerdammer" to znak towarowy Bel Leerdammer B.V.
Oryginalnie ser ten, pochodzi ze wsi Schoonrewoerd (gmina Leerdam) w Holandii. Produkowany od roku 1977.